# Wewoka
Wewoka är administrativ huvudort i Seminole County i Oklahoma. Vid 2010 års folkräkning hade Wewoka 3 430 invånare.

## Kända personer från Wewoka
- Lee P. Brown, politiker